# Opsius stactogalus
Opsius stactogalus är en insektsart som beskrevs av Franz Xaver Fieber 1866. Opsius stactogalus ingår i släktet Opsius och familjen dvärgstritar. Arten är reproducerande i Sverige. Inga underarter finns listade i Catalogue of Life.